# Rue Kervégan
La rue Kervégan est l'artère principale de l'ancienne île Feydeau, à Nantes, en France. Ouverte au XVIIIe siècle, elle est bordée d'immeubles construits au cours du même siècle, dont une dizaine sont classés ou inscrits au titre des monuments historiques. Elle est considérée comme une des rues les plus caractéristiques de la ville.

## Situation et accès
La rue Kervégan est située dans le centre-ville, au centre de l'ancienne île Feydeau, qu'elle parcourt d'est en ouest dans sa longueur.
Elle débute à l'est rue Léon-Maître et se termine à l'ouest sur la place de la Petite-Hollande. Outre ces voies, la rue Kervégan est rejointe ou traversée par plusieurs artères ; d'est en ouest :
- rue Bon-Secours ;
- rue des Poissonniers ;
- cours Olivier-de-Clisson ;
- rue Du Guesclin.

Le cours Olivier-de-Clisson marque une rupture nette dans la continuité de la rue, étant large d'une trentaine de mètres.

## Origine du nom
En 1817, elle est baptisée du nom de Danyel de Kervégan (1735-1817), négociant, armateur négrier et ancien maire de la ville, qui a vécu et est mort dans cette rue. 

## Historique
Cette rue figure sur les premiers plans de lotissement de l'île Feydeau. C'est sur un banc de sable à l'ouest de l'île de la Saulzaie qu'au début du XVIIIe siècle une opération immobilière voit le jour. Tranchant avec le parcellaire complexe de la cité qui conservait son apparence du Moyen Âge, le plan de ce nouveau quartier présente des propriétés aux formes rectangulaires, identiques, et desservies par des rues rectilignes. La rue Kervégan est la rue principale.
Le prolongement vers l'est du modèle de l'île Feydeau est à l'ordre du jour dès que les constructions sont suffisamment nombreuses. L'île de la Saulzaie est, en comparaison du nouveau quartier, un amas de maisons vétustes desservi par des rues étroites et tortueuses. Le point commun à toutes les propositions d'aménagement est le prolongement de la « rue du Milieu » jusqu'à la pointe est de l'île, opération décidée en 1748. Pierre Rousseau puis Pierre Vigné de Vigny dessinent des plans sur cette base.
En 1777, l'architecte de la ville, Jean-Baptiste Ceineray, dresse le plan d'un projet visant à modifier radicalement l'île de la Saulzaie, dans le but d'aligner les façades le long des quais avec celles de l'ouest de l'île, et de prolonger « la rue du milieu de l'isle feydeau », future rue Kervégan. La municipalité fait procéder en priorité à l'aménagement des rangées d'immeuble en bordure orientale des quais Duguay-Trouin et Turenne, opération réalisée entre 1774 à 1780. Au centre de cette bordure perdure un quartier sordide, dont une partie reste en l'état jusqu'au XXe siècle. La démolition de quelques habitations permet le prolongement de la voie vers l'est en 1823 (1825 selon Pierre Lelièvre) ; elle unit dès lors l'« île Feydeau » à l'« île de la Saulzaie ».
La voie porte d'abord le nom de « rue du Milieu » (« rue du Milieu de l'Isle Feydeau »), puis, divisée en deux : à l'ouest « rue de Rohan » puis « rue Desilles », à l'est « rue de Montfort ». Le 1er décembre 1817, de nouveau unifiée, elle prend le nom de « rue Kervégan ». En 1901, on y incorpore l'ancienne « Petite rue Bon-Secours », qui se trouvait dans son prolongement à l'est.
La rue Kervégan abrite de nombreux restaurants et cafés, faisant de l'île Feydeau l'un des centres gastronomiques de Nantes avec le Bouffay et la brasserie de La Cigale sur la place Graslin[réf. souhaitée].

## Bâtiments remarquables et lieux de mémoire
La rue Kervégan comprend plusieurs édifices classés en tout ou partie au titre des monuments historiques :
| Monument                | Adresse                                                                   | Coordonnées                        | Notice         | Protection | Date      | Illustration            |
| ----------------------- | ------------------------------------------------------------------------- | ---------------------------------- | -------------- | ---------- | --------- | ----------------------- |
| Immeuble                | 9 rue Kervégan                                                            | 47° 12′ 47″ nord, 1° 33′ 18″ ouest | « PA00108717 » | Inscrit    | 1984      | Immeuble                |
| Immeuble                | 11 rue Kervégan                                                           | 47° 12′ 46″ nord, 1° 33′ 19″ ouest | « PA00108719 » | Classé     | 1984      | Immeuble                |
| Immeuble                | 13 rue Kervégan                                                           | 47° 12′ 46″ nord, 1° 33′ 20″ ouest | « PA00108718 » | Inscrit    | 1985      | Immeuble                |
| Immeuble                | 19 rue Kervégan                                                           | 47° 12′ 45″ nord, 1° 33′ 22″ ouest | « PA00108720 » | Classé     | 1986 1987 | Immeuble                |
| Immeuble                | 21 rue Kervégan                                                           | 47° 12′ 46″ nord, 1° 33′ 20″ ouest | « PA00108721 » | Inscrit    | 1984      | Immeuble                |
| Immeuble                | 28 rue Kervégan                                                           | 47° 12′ 45″ nord, 1° 33′ 24″ ouest | « PA00108722 » | Inscrit    | 1984      | Immeuble                |
| Temple du Goût          | 30 rue Kervégan 16 allée Duguay-Trouin                                    | 47° 12′ 45″ nord, 1° 33′ 25″ ouest | « PA00108689 » | Classé     | 1945      | Temple du Goût          |
| Hôtel Grou              | 32 rue Kervégan                                                           | 47° 12′ 44″ nord, 1° 33′ 25″ ouest | « PA00108723 » | Inscrit    | 1932 1986 | Hôtel Grou              |
| Hôtel de La Villestreux | 3 place de la Petite-Hollande Rue Kervégan (façade) Quai Turenne (façade) | 47° 12′ 43″ nord, 1° 33′ 25″ ouest | « PA00108672 » | Inscrit    | 1932 1986 | Hôtel de La Villestreux |